# Homidiana westwoodi
Homidiana westwoodi is een vlinder uit de familie van de Sematuridae. De wetenschappelijke naam van de soort is voor het eerst geldig gepubliceerd in 1881 door Oberthür.